# Linia kolejowa Żłobin – Osipowicze
Linia kolejowa Żłobin – Osipowicze – linia kolejowa na Białorusi łącząca stację Żłobin ze stacją Osipowicze I. Fragment linii Homel - Żłobin - Osipowicze - Mińsk.
Linia położona jest w obwodach homelskim i mohylewskim.
Linia na całej długości jest zelektryfikowana oraz dwutorowa (wyjątek stanowi most przez Berezynę w okolicach Bobrujska, przez który przebiega tylko jeden tor).

## Historia
Linia została otwarta 1 listopada 1873 jako część Kolei Libawsko-Romieńskiej. Początkowo leżała w Imperium Rosyjskim, następnie do 1991 w Związku Sowieckim (w latach 1919–1920 jej północna część przejściowo była pod zwierzchnictwem polskim). Od 1991 położona jest na Białorusi.
Linia została zelektryfikowana etapami w latach 10. XXI w.:
- 5 kwietnia 2013 odcinek Osipowicze I - Bobrujsk
- 28 września 2013 odcinek Bobrujsk - Żłobin